# 森戸みほ
森戸 みほ（もりと みほ、本名：森戸美帆〔読み方同じ〕、1983年4月21日 - ）は、北海道帯広市出身の元レースクイーンである。メディアプロジェクト21→ワンエイトプロモーションに所属していた。
趣味は料理、買い物。特技はピアノ、ダンス。

## 来歴
- 1998年、ミスヤングマガジン’99（現：ミスマガジン）の北海道・東北地区予選に出場するも落選している。
- 2001年から2002年にかけて、十勝インターナショナルスピードウェイのイメージガールとして活動。
- 2003年、メディアプロジェクト21に所属。同年、都築あこ、宮野由梨と共にインディジャパン300にて「Beard Papaレースクイーン」を務める。
- 2004年、JGTC「DYNACITY TEAM TOM'S レースクイーン」、スーパー耐久「ATLASレースクイーン」を務める。
- 2005年にはテレビ東京のバラエティ番組『やりすぎコージー』に“やりすぎガール”としてレギュラー出演。同年、同じ事務所だった初音みうと共にスーパー耐久「ゼナドリンレースクイーン」を務める。
- その後事務所を退所し全国区での活動から引退。現在は地元帯広に戻り帯広シティーケーブルの番組にレギュラー出演している。

## 出演番組
- やりすぎコージー（テレビ東京、2005年）
初代やりすぎガールとして出演。十勝スピードウェイのイメージガール時代に一緒だった三苫千景や、ゼナドリンのレースクイーンで一緒だった初音みうも出演していた。
- がぶっと十勝（帯広シティーケーブル）
- スッピン（帯広シティーケーブル）

## DVD
- 森戸みほ（2005年2月25日発売、ビーエムドットスリー）